# 硫脲
硫脲是尿素中的氧被硫替代后形成的化合物，属于硫代酰胺（RC(S)NR2，R为烃基）。由于电负性差异，尽管结构类似，硫脲和尿素的性质很不相同。硫脲在有机合成中有广泛应用。
除此之外，硫脲还指一类具有通式(R1R2N)(R3R4N)C=S的有机化合物，即是简单硫脲氢被烃基取代后的衍生物。

## 结构
硫脲是平面分子。在各种硫脲衍生物中 C=S 键长并没有很大差别，均在1.60±0.1Å范围内。C-N键在某种程度上有双键性质，因此硫脲和尿素类似，不易发生反应。
硫脲具有互变异构。在水溶液中，以下平衡偏向左边：

## 合成
世界上每年硫脲的产量大约有10000吨，其中大约40%是在中国，40%在德国，20%在日本。硫脲可由硫氰酸铵制取，但主要还是由二氧化碳存在下氨氰化钙和硫化氢反应得到。
比较重要的N,N-取代的硫脲可以通过乙醚作溶剂，由相应的氨腈与LiAlHSH在盐酸存在下合成。而LiAlHSH可由硫和氢化铝锂反应得到。

## 应用
硫脲可以还原过氧化物为相应的二醇。例如在下面的反应中，环戊二烯首先与单线态氧环加成为一个不稳定的环过氧化物中间体，然后用硫脲还原，便得到相应的二醇。
因此硫脲也被用于烯烃的臭氧化，即还原中间体臭氧化物为相应羰基化合物。甲硫醚也可以进行类似反应，但由于它的易挥发性和难闻的气味使得其应用受限。而硫脲难挥发，且没有气味，因此应用较多。
硫脲还被用于将卤代烃转化为硫醇，中间产物是异硫脲盐。反应机理是：
{\displaystyle {\rm {CS(NH_{2})_{2}+RX\rightarrow RSC(NH_{2})_{2}^{+}X^{-}\,}}}
{\displaystyle {\rm {RSC(NH_{2})_{2}^{+}X^{-}+2NaOH\rightarrow RSNa+OC(NH_{2})_{2}+NaX\,}}}
{\displaystyle {\rm {RSNa+HCl\rightarrow RSH+NaCl\,}}}
这个反应显示出含硫中心的强亲核性，及异硫脲盐的易水解性。碱金属硫化物也可进行该反应，但会产生二烷基硫醚。硫脲的使用避免了副产物的生成。
硫脲也可用于嘧啶环系的构建，具体过程是：硫脲中的氨基与β-二羰基化合物中的羰基及烯醇缩合，然后脱硫。
同样地，氨基噻唑也可以由硫脲和α-卤代酮反应制得。
硫酸镉和硫脲反应可以制得半导体硫化镉纳米粒子。具体过程是：含有1g硫酸镉（1.3mmol），0.5g硫脲（6.6mmol）和0.1g二氧化硅的浊液在超声波存在下通风室温反应3小时。反应物颜色变黄则表明了产物硫化镉的生成。
硫脲被用于阻燃树脂、橡胶硫化促进剂、晒图纸（感光复印纸）及几乎所有复印纸的生产。硫脲法提金、银避免了用传统氰化法产生的氰化物的污染和气味。

## 危险
有报道显示，接触硫脲可能造成甲状腺肿大、肝肿瘤（慢性）或骨髓细胞减少。